# Rhytmus van lichtgolvingen. Straat, zon en menigte
Rhytmus van lichtgolvingen. Straat, zon en menigte, ook wel gekend onder de kortere benaming Licht, is een werk van kunstenaar Jules Schmalzigaug (Antwerpen 1882 - Den Haag 1917). Hij vervaardigde het olieverf op doek in 1915-1916. Het meet 98 × 127 cm en bevindt zich momenteel in de collectie van het Koninklijk Museum voor Schone Kunsten Antwerpen waar het inventarisnummer 2100 draagt.

## Context
Het stedelijke leven onderging aan het begin van de twintigste eeuw een grote transformatie door de intrede van de fiets, auto, trein, tram, vliegtuig en telefoon. Nieuwe vormen van uitgangsleven zoals theaters, balzalen, caféterrassen en het cabaret veranderden bovendien sterk de openbare levenssfeer. De introductie van nieuwe beeldtechnieken zoals geïllustreerde dagbladen, tijdschriften, foto, film en publiciteit had tot gevolg dat nieuwe beeldvormers zich naast de plastische kunstenaars begonnen te manifesteren. Het was vooral in Italië dat beeldende kunstenaars en schrijvers ideeën ontwikkelden over het weergeven van beweging en snel veranderende maatschappijen. De plastische kunstenaars die beweging wilden weergeven, reageerden op Tomasso Marinetti's Manifest van de Futuristische Poëzie (Le Figaro, 20 februari 1909). Deze cultiveerde hierin geweld, agressieve beweging en actie. In zijn futurisme betekende snelheid schoonheid.
Op 26-jarige leeftijd bezocht Jules Schmalzigaug een tentoonstelling in Parijs waar hij voor het eerst futuristische werken van Italiaanse kunstenaars als Giacomo Balla, Umberto Boccioni en Gino Severini zag. De tentoonstelling werd in 1912 door Félix Fénéon in de galerie Bernheim/-Jeune te Parijs georganiseerd. Het was datzelfde jaar dat hij, na zijn reis met Walter Vaes naar Italië, zich vestigde te Venetië. In januari 1913 bezocht hij de Belgische schilder Jakob Smits in zijn atelier te Mol. Deze kunstenaar experimenteerde met direct en indirect, hard en zacht licht door middel van luiken, spiegels en lakens. Waar Schmalzigaugs werken voor 1913 eerder zwaar en pasteus waren, werden ze na zijn bezoek aan Smits lichter van compositie en bevatten ze meer en intensere kleurentoetsen. Ook effecten van rechtstreeks en onrechtstreeks licht zijn te vinden in zijn latere werk.
In Italië vond hij een nieuwe, eigen werkmethode en techniek voor de weergave van polychromie en beweging. Tegelijkertijd verwierp hij het perspectief en startte hij met het ophopen van verschillende lagen met elementen die de volledige atmosfeer van zijn werken bepaalden. In Schmalzigaugs werk is de precisie van vormen ondergeschikt aan krachtlijnen, optische vibraties en kleurvlekken. De algemene dynamiek en lichtspeling op de afgebeelde figuren en voorwerpen is waar het in zijn werk om draait. In zijn werk experimenteerde hij met lichtgevende kleuren of net kleuren die licht absorberen. Schmalzigaugs schilderijen en schetsen zijn abstracte composities van lijnen en kleurvlekken die aan geen enkele visueel-herkenbare werkelijkheid beantwoorden.
Naast Marinetti en Smits werd de kunstenaar ook beïnvloed door de theorie van het simultanisme van de Delaunays en de kleurentheorie van Odgen Rood. Daarin maakt deze een onderscheid tussen kleurlicht (lumiere colorante) en kleurmaterie (materie colorante). Schmalzigaug beschouwde zijn licht- en viltkleuren echter niet als twee verschillende types kleuren. Hij zag ze wel als twee uitersten van licht en duisternis die konden evolueren naar een iets lichtere of donkere kleur. Ook werd hij beïnvloed door Boccioni. Deze schreef over krachtlijnen die de energie uitdrukken waarmee elk voorwerp op licht en schaduw reageert. Vermoedelijk schreef hij tijdens zijn verblijf in Den Haag (ca. 1916) La Panchromie (De kleurentheorie van Schmalzigaug). Het werk is opgebouwd als een manifest van vier bladzijden, onderverdeeld in twaalf bondige en genummerde paragrafen.
Schmalzigaug ontnam zichzelf het leven in 1917. Zijn familie schonk zeven werken uit zijn beperkte oeuvre van een tekeningen, aquarellen en een dertigtal olieverfschilderijen aan het Koninklijk Museum voor Schone Kunsten Antwerpen. Rhytmus van lichtgolvingen. Straat, zon en menigte werd door zijn broer Walter Malgaud in 1928 geschonken.

## Beschrijving
In dit werk uit 1915-1916 bracht de kunstenaar verschillende atmosferische schetsen samen. Het resulteerde in een draaiende beweging die een centrale ruimte creëert. Gekleurde stippen en vlakken geven daarin de richting aan. Invloeden uit het pointillisme en divisionisme zijn duidelijk aanwezig. Voor de futuristen vormden deze stromingen een middel om beweging uit te beelden. Specifiek was Schmalzigaug geïnteresseerd in modificaties van het onderwerp onder invloed van veranderlijk licht. Ook de weergave van een gemoedstoestand of atmosfeer intrigeerde hem, wat te zien is in dit werk. Hij inspireerde zich hierbij op Paul Signac en diens analyse van de plastische taal als tint, toon en lijnvoering. Op die manier slaagde hij erin een harmonie te bewerkstelligen tussen de compositie en de uitdrukking van zijn concept. In het werk maken de lijnen een opwaartse beweging. De vele warme en lichte kleuren zorgen, net zoals de afgeronde hoeken, voor een opgewekte sfeer.

## Referentielijst
1. 1 2 3 4 5 6  Greta Van Broeckhoven, in Het Museumboek. Hoogtepunten uit de verzameling, 2003, p. 208. https://web.archive.org/web/20180813175120/https://www.kmska.be/nl/collectie/highlights/Rhytmusvanlichtgolvingen.html
2. ↑  Sonia Delaunay – Prismes electriques, 1913-1914.
3. ↑  Odgen Rood – Théorie scientifique.
4. ↑  Licht - KMSKA. www.kmska.be. Gearchiveerd op 13 augustus 2018. Geraadpleegd op 13 augustus 2018.